# Спарки (попугай)
Спарки Уильямс (1954 — 1962) — говорящий волнистый попугайчик, чья история вдохновила создание оперы за авторством британца Майкла Наймана и немца Карстена Николаи, премьера которой состоялась в Берлине в марте 2009 года. Словарный запас Спарки, как сообщается, насчитывал более 500 слов и 8 детских песенок; он приобрёл широкую известность в Великобритании, после того как его изображение появилось на упаковках птичьего корма Capern, а также вследствие выпуска записи исполняемых им песен, которая разошлась тиражом в 20000 копий. После смерти Спарки из его тела было сделано чучело, которое ныне экспозируется в музее Хэнкока в Ньюкасле.

## Жизнь
Попугай родился и вырос в северо-восточной Англии и принадлежал женщине по имени Мэтти Уильямс, которая жила в посёлке Форест-Холл недалеко от города Ньюкасл; именно она научила его произносить слова. Запас слов и выражений Спарки, как сообщается, был огромен для попугая, и в возрасте трёх с половиной лет, в июле 1958 года, он выиграл проводившийся BBC международный конкурс среди говорящих птиц. Ввиду его речевых способностей его не допустили до участия в очередном подобном конкурсе, чтобы дать шанс другим птицам, так как было совершенно очевидно, что они не могут конкурировать с ним.
Спарки получал помощь от компании Capern, выпускавшей корма для птиц, и был лицом её рекламной кампании в течение двух лет; также была сделана запись его «беседы» с экспертом по попугаям Филипом Марсденом на радио BBC, он появился в ночной телепрограмме BBC с Клиффом Мишельмором. После смерти Спарки изготовлением его чучела занимался лучший таксидермист Лондона, и чучело затем экспозировалось в рамках турне по всей Великобритании, где также рассказывалось о жизни и достижениях Спарки, прежде чем было помещено в музей Хэнкока в 1996 году, где теперь является частью коллекции, принадлежащей Обществу естественной истории Нортумбрии. Спарки признан самой выдающейся из известных говорящих птиц в истории Книгой рекордов Гиннесса.

## Записи
Изначально записи речи Спарки были сделаны на деньги компании Capern, продававшиеся с целью помочь людям научить говорить своих домашних птиц. 7-дюймовая гибкая пластинка содержала короткие фразы, произносимые Мэтти Уильям, владелицей Спарки, поощрявшей своего питомца к ответам, и следовавшие за этим ответы самого Спарки. Новая опера, Sparkie: Cage and Beyond, содержит новые записи голоса Спарки из архивов Общества естественной истории Нортумбрии. Также был выпущен CD-диск с речью Спарки.

## Экспозиция
Работы по расширению и модернизации музея Хэнкока стоимостью 26 миллионов фунтов стерлингов были завершены в мае 2009 года, и в настоящее время он вновь открыт для посетителей как Большой Северный музей. Чучело Спарки является одним из его экспонатов.